# 大平貴之

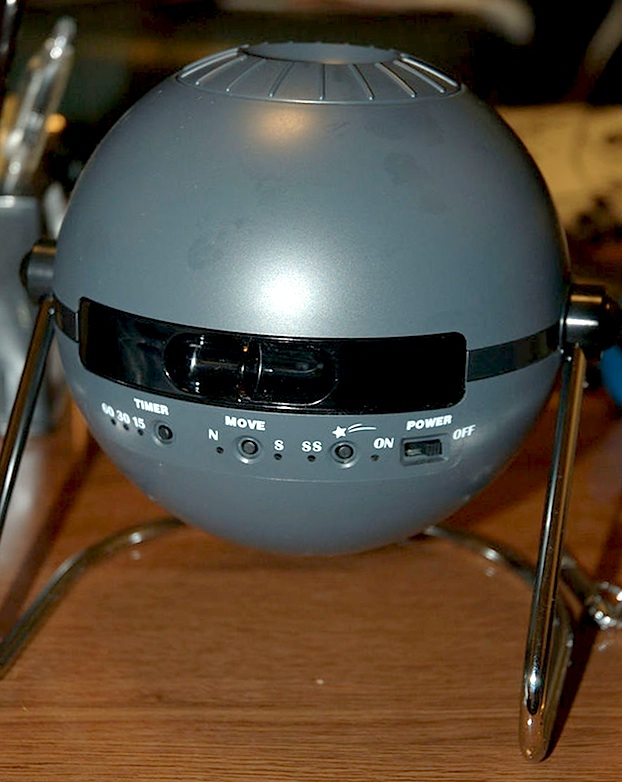
家庭用プラネタリウム投影機「ホームスター」

大平 貴之（おおひら たかゆき、1970年（昭和45年）3月11日 - ）は、日本のエンジニア、プラネタリウムクリエイター。
日本大学第二高等学校、日本大学生産工学部機械工学科を卒業し、日本大学大学院理工学研究科精密機械工学専攻修士課程修了。ソニー株式会社生産技術部門を経て2005年に有限会社大平技研を創業し、同社代表となる。

## 来歴・人物

### 生い立ち、学生時代
1970年神奈川県川崎市に生まれる。小学校の頃からプラネタリウム作りを始め、日本大学生産工学部機械工学科に進学。途中1年間休学し、小さなメーカーでバイトをしながら製作資金を稼ぎ、製品作りの基礎を学ぶ在学中の1991年に、個人製作のプラネタリウムとしては前代未聞のレンズ投影式プラネタリウム「アストロライナー」を完成させ、話題となる。1996年に日本大学大学院理工学研究科精密機械工学専攻を修了し、ソニーに就職。

### 会社員時代、独立
ソニーでは生産技術部門に配属され、光磁気記録を応用したロータリーエンコーダの開発にも従事するが。しかしプラネタリウム製作にかける情熱は冷めることがなく、仕事が終わってからプラネタリウム作りを続けた。1998年には、当時世界最高の170万個の恒星を投影することが可能な、重量わずか30キログラムの移動式プラネタリウム「アストロライナー2（後のメガスター）」を個人で完成させた。
2000年頃に退職を申し出るが、経緯を説明したところソニーで事業化が検討されることになる。メガスターの上映会には取締役会議長であった大賀典雄、会長であった出井伸之も参加したほどであったが、組織での開発に行き詰まり、2003年にはソニーを退社してフリーとなる。退社当時の社長であった安藤国威は大平の退社を社内報のコラムで取り上げ、退社に至ったことへの自省を綴った。大平にとってもソニーでの事業化の検討はその後の事業展開に好影響を与えていた。

### 有限会社大平技研時代
2005年に有限会社大平技研を設立し、代表に就任。セガトイズと共同で、世界初の光学式家庭用プラネタリウム「ホームスター（HOMESTAR）」を開発した。『大人の科学Vol.9』付録のピンホールプラネタリウムの監修も行った（ピンホール原版は大平の手による）。その後もメガスターIIをはじめとする様々なプラネタリウムを開発・製作するかたわら、メガスターやメガスターIIを用いて自ら全国各地で投影活動、プラネタリウム開発の際のコンサルティング活動なども行っていった。
大平は2003年に自伝『プラネタリウムをつくりました』を出版していたが、2005年8月にこれが『星に願いを〜七畳間で生まれた410万の星〜』としてテレビドラマ化される。また、東京大学特任講師（2005年10月 - ?）、和歌山大学客員教授、相模女子大学客員教授（ - 2014年8月）も務めており、和歌山大学では光学機器の研究も行っていた。2005年には日本イノベーター大賞優秀賞を、2006年には文部科学大臣表彰 科学技術賞も受賞する。
2012年には、六本木ヒルズ52階で11月から開催の「スター･クルーズ・プラネタリウム」に総合プロデューサーとして参加。2016年1月より放映のテレビアニメ「ノルン+ノネット」には、星空データを提供した。ソニーDADCジャパンと連携し、20等星の光星を再現可能な恒星原版「GIGAMASK」を開発。2016年には光源に高輝度LEDを用い、教室や家庭などで10.5等星までの星を再現できるメガスター「MEGASTAR CLASS」を開発。販売、レンタルを開始した。
大平は「ドーム球場で、某歌手のコンサートを開催する。そのときに、ドームの天井に星を映し出すことができないか？」という依頼を受け、ミラーボールの仕組みを利用した直径500メートルのドームに投影可能な「GIGANIUM」を開発。直径223メートルのドームであるメットライフドームで実証実験を成功させ、2018年に発表。同会場において、2019年8月25日の野球の試合後に一般公開イベントを開催した。
2020年8月、セガトイズの「HOMESTAR」が「Homestar」としてリニューアルされる。なお、同年は新型コロナウイルス感染症の流行に伴うステイホームもあり、ホームスターシリーズの販売台数が前年の1.9倍になったという。2021年現在、大平は大阪芸術大学で客員教授を務めており、写真学科で授業を担当している。

## 受賞歴
- 1993年3月 - 日本大学優秀賞[1][9]
- 2003年10月 - 川崎アゼリア優秀賞[1][9]
- 2005年11月 - 日本イノベーター大賞優秀賞[1][9]
- 2006年4月 - 文部科学大臣表彰 科学技術賞[3][1][9][注釈 4]
- 2006年6月 - BVLGARIブリリアント・ドリームアワード2006[1][9]
- 2018年7月 - TECHNOLOGY & INNOVATION AWARD 2018（国際プラネタリウム協会（英語版））[30]

## 開発実績
- 学生時代
プラネタリウム用NC工作機械[4]、レンズ式プラネタリウム「アストロライナー」
- 光学式プラネタリウム「メガスター」シリーズ
MEGASTAR、MEGASTAR IIA、MEGASTAR IIB、MEGASTAR FUSION、MEGASTAR CLASS、など

- 家庭用プラネタリウム「ホームスター」シリーズ
HOMESTAR、HOMESTAR PRO、HOMESTAR PURE、HOMESTAR SPA、HOMESTAR EXTRA

- PlayStation Portable用ソフト

- ピンホールプラネタリウム「マイスター」
「大人の科学マガジン」No.9の付録[11]
- 移動式宇宙体感シアター「SPACE BALL」 [13]
世界初の移動型宇宙体感シアターで、直径約10メートルの球体内部に最新型メガスターで投影する[31]。
- 直径500メートル級の巨大ドームに投影可能なプラネタリウム投影機「GIGANIUM」[25][28]
ミラーボールの仕組みを利用したもので[23][24]、投影できる星の数は6000個ほど[32]。

## 発明
（特許取得済み）
- 特許第6666616号「複合型プラネタリウムシステム，個別光学式天体投影機および天体投影方法」- 特許権者：有限会社大平技研、2015年9月1日出願、2020年2月26日登録。
- 特願第6644472号「星空投影装置，星空投影システムおよび星空投影方法」- 共同発明者：酒井克浩、特許権者：有限会社大平技研、2015年3月27日出願、2020年1月10日登録。
- 特許第6525145号「飛翔体を用いた発光点図形パターン表示システム，発光点図形パターン表示方法ならびに該システムおよび方法に用いる飛翔体」- 特許権者：有限会社大平技研、2015年4月23日出願、2019年5月17日登録。
- 特許第6501261号「星空の表示方法および該方法に用いる星空ディスプレイ装置」- 特許権者：有限会社大平技研、2015年9月9日出願、2019年3月29日登録。
- 特許第6422187号「天体投影機による投影像の位置合致システムおよび該システムに用いられる天体投影機」- 特許権者：有限会社大平技研、2015年9月22日出願、2018年10月26日登録。
- 特許第6425210号「反射鏡集合体を用いた星空の投影装置」- 特許権者：有限会社大平技研、2015年5月7日出願、2018年11月12日登録。
- 特許第6210374号「LED駆動回路」- 特許権者：有限会社大平技研、2013年11月1日出願、2017年9月22日登録。
- 特許第5295411号「複合プラネタリウムシステム」- 特許権者：有限会社大平技研、2012年6月21日出願、2013年6月21日登録。
- 特許第5414193号「プラネタリウムファイバ照明装置」- 特許権者：有限会社大平技研、2008年3月28日出願、2013年11月22日登録。
- 特許第5274860号「プラネタリウム装置」- 特許権者：有限会社大平技研、2008年3月5日出願、2013年5月24日登録。
- 特許第5224721号「映像投影システム」- 特許権者：有限会社大平技研、2007年5月15日出願、2013年3月22日登録。
- 特許第5294571号「星空の表示方法ならびに該表示方法を用いたプラネタリウム装置および星空の表示装置」- 特許権者：有限会社大平技研、2007年5月9日出願、2013年6月21日登録。
- 特許第5339688号「映像投影システム」 - 特許権者：有限会社大平技研、2007年5月7日出願、2013年8月16日登録。
- 特許第5105917号「複合プラネタリウムシステム」- 特許権者：有限会社大平技研、2007年3月15日出願、2012年10月12日登録。
- 特許第5068007号「映像投影システム」- 特許権者：有限会社大平技研、2005年6月1日出願、2012年8月24日登録。
- 特許第4741874号「簡易プラネタリウム装置および簡易画像投影装置」- 特許権者：有限会社大平技研、2005年4月27日出願、2011年5月13日登録。
- 特許第4002772号「恒星投影機」- 特許権者：大平貴之、2002年3月11日出願、2007年8月24日登録。
- 特許第4017882号「プラネタリウム装置」- 特許権者：大平貴之、2002年2月18日出願、2007年9月28日登録。
- 特許第3461478号「プラネタリウムにおける星空の分割投映方法」- 特許権者：大平貴之、1999年11月9日出願、2003年8月15日登録。

（特許出願中）
- 特開第2021-085923号「プラネタリウム演出システム及び方法」- 発明者：田中遥香 、大平貴之、2019年11月26日出願、2021年6月3日公開。

（特許不成立）
- 特願2012-236612「仮設シアタードーム」- 出願人：有限会社大平技研、株式会社テレビ東京、TSP太陽株式会社、特開2014-084686、2012年10月26日出願。
- 特願平11-312379「プラネタリウムの朝夕焼け投映装置」- 出願人：大平貴之、特開2001-134173、1999年11月2日出願。
- 特願平09-192198「回転装置」- 共同発明者：安芸祐一、出願人：ソニー株式会社、特開平11-041964、1997年7月17日出願。

## 著書
（単著）
- 『プラネタリウムを作りました。―7畳間で生まれた410万の星』エクスナレッジ、2003年。ISBN 4767802512。
- 『プラネタリウムを作りました。（改訂版）―7畳間で生まれた410万の星、そしてその後』エクスナレッジ、2010年7月。ISBN 978-4767810157。[注釈 5]
- 『プラネタリウム男』講談社〈講談社現代新書〉、2016年。ISBN 978-4-06-288374-0。

（監修）
- マーカス・チャウン、ホヴァート・シーリング 著、不二淑子 翻訳、大平貴之 監修 編『Twitter宇宙講座』ブックマン社、2013年7月。ISBN 978-4893088062。

## メディア出演

### テレビ番組
- 踊る!さんま御殿!!（2008年11月11日、日本テレビ）[34]
- 旅のチカラ 「宇宙の果てを見る〜大平貴之 チリ・アタカマ砂漠〜」（2011年10月18日、NHK BSプレミアム）[35][注釈 6]
- 世界一美しい星空の見える村 〜ニュージーランド星空紀行〜（2011年11月 BSジャパン[36]、2014年7月・10月BSテレビ東京[37]）
- ソロモン流「賢人:プラネタリウム・クリエーター 大平貴之」（2013年1月20日、テレビ東京）[38]
- 宇宙特番「SPACE SHIP 2013」（2013年8月17日、テレビ東京）[39]
- アウト×デラックス（2016年11月17日、フジテレビ）[40]
- 情熱大陸（2018年12月2日、TBS）[41]
- 1Hセンス（2019年4月28日、フジテレビ）[42]
- SWITCHインタビュー 達人達「川井郁子×大平貴之」（2021年9月4日、NHK Eテレ）[43]

### 広告
- ネスカフェゴールドブレンド「違いを楽しむ人-満天のプラネタリウム」篇（2005年）[44]
- ネスカフェゴールドブレンド「星振る大地」篇（2006年）[44]